# Larned
Larned és una població dels Estats Units a l'estat de Kansas. Segons el cens del 2000 tenia 4.236 habitants.

## Demografia
Segons el cens del 2000, Larned tenia 4.236 habitants, 1.826 habitatges, i 1.113 famílies. La densitat de població era de 705 habitants/km².
Dels 1.826 habitatges en un 27,3% hi vivien nens de menys de 18 anys, en un 48,6% hi vivien parelles casades, en un 9% dones solteres, i en un 39% no eren unitats familiars. En el 36,5% dels habitatges hi vivien persones soles el 17,8% de les quals corresponia a persones de 65 anys o més que vivien soles. El nombre mitjà de persones vivint en cada habitatge era de 2,2 i el nombre mitjà de persones que vivien en cada família era de 2,87.
Per edats la població es repartia de la següent manera: un 23,5% tenia menys de 18 anys, un 6,4% entre 18 i 24, un 23,3% entre 25 i 44, un 24,6% de 45 a 60 i un 22,1% 65 anys o més.
L'edat mediana era de 43 anys. Per cada 100 dones de 18 o més anys hi havia 87,3 homes.
La renda mediana per habitatge era de 33.895 $ i la renda mediana per família de 46.776 $. Els homes tenien una renda mediana de 27.138 $ mentre que les dones 20.927 $. La renda per capita de la població era de 19.936 $. Entorn del 5,9% de les famílies i el 7,4% de la població estaven per davall del llindar de pobresa.

## Poblacions més properes
El següent diagrama mostra les poblacions més properes.